# Ammoselinum
Ammoselinum là chi thực vật có hoa trong họ Apiaceae.